# 具志頭
具志頭（ぐしかみ、琉球語：ぐしちゃん）は、琉球（沖縄県）の地名や苗字の一つ。

## 語源・出自
具志頭の名の由来。
- 琉球王国時代に具志頭間切具志頭村があった
- 八重瀬町具志頭地区（旧具志頭村）。明治時代に、具志頭間切が具志頭村になる。現在は八重瀬町の一部

## 姓名
- 向氏具志頭御殿、元祖、尚綱・小禄王子朝奇。尚貞王の三男。六世から具志頭間切総地頭職となり、具志頭を家名とした
- 蔡氏具志頭殿内、初代、蔡温・具志頭親方文若は、琉球の制度を確立した政治家。代々具志頭間切総地頭職となる
- 小禄御殿四世から十世（具志頭王子朝祥。のち宜野湾王子を称する）までの家名。具志頭間切総地頭職を務め、具志頭の家名を称した